# LHS 2090
LHS 2090 är en ensam stjärna i mellersta delen av stjärnbilden Kräftan. Den har en skenbar magnitud av ca 16,11 och kräver ett kraftfullt teleskop för att kunna observeras. Baserat på parallax enligt Gaia Data Release 3 på ca 157,3 mas, beräknas den befinna sig på ett avstånd på ca 20,8 ljusår (ca 6,4 parsek) från solen. Den rör sig bort från solen med en heliocentrisk radialhastighet på ca 23 km/s.

## Egenskaper
LHS 2090 är en röd dvärgstjärna i huvudserien av spektralklass M6.5 V, vars spektrum, som typiskt för mycket svala röda dvärgar, domineras av molekylär vattenabsorption. Den har en massa som är ca 0,09 solmassa, en radie som är ca 0,12 solradie och har ca 0,00082 gånger solens utstrålning av energi från dess fotosfär vid en effektiv temperatur av ca 2 700 K.
Mätningar av radiell hastighet 2018 gav inget belägg för någon följeslagare eller jätteplanet i omloppsbana kring LHS 2090.